# Ludwig Ingebregtsen
Ludwig Ingebregtsen (død 2005) var en norsk Bodybuilder. Han vandt en medalje ved europamesterskabet i 1984.Han konkurrerede også nationalt inden for styrkeløft. 
I 1970'erne drev han et Motionscenter i Arbosgate i Oslo.